# Quentin Halys
Quentin Halys (* 26. Oktober 1996 in Bondy) ist ein französischer Tennisspieler.

## Karriere
Halys erreichte in seiner Jugend unter anderem 2014 das Finale der US Open im Einzel, im Doppel gewann er im selben Jahr an der Seite von Benjamin Bonzi den Junioren-Titel bei den French Open. Insgesamt gelangen ihm außerdem fünf Titel auf der Future Tour im Einzel sowie drei Titel im Doppel auf ebendieser.
Seine Premiere bei einem Grand-Slam-Turnier feierte er 2015 bei den French Open, wo er Rafael Nadal in drei Sätzen unterlag. In der Vorwoche zog er das erste Mal überhaupt in ein Hauptfeld eines ATP-Turniers in Nizza ein.
Im Mai 2016 gewann er sein erstes Challenger-Turnier im Einzel. Er siegte gegen Frances Tiafoe in Tallahassee mit 6:76, 6:4, 6:2.

## Erfolge
| Legende (Anzahl der Siege)  |
| Grand Slam                  |
| ATP World Tour Finals       |
| ATP World Tour Masters 1000 |
| ATP World Tour 500          |
| ATP World Tour 250          |
| ATP Challenger Tour (15)    |

### Einzel

#### Turniersiege
| Nr. | Datum            | Turnier     | Belag         | Finalgegner       | Ergebnis             |
| --- | ---------------- | ----------- | ------------- | ----------------- | -------------------- |
| 1.  | 30. April 2016   | Tallahassee | Sand          | Frances Tiafoe    | 6:76, 6:4, 6:2       |
| 2.  | 4. Februar 2018  | Quimper     | Hartplatz (i) | Alexei Watutin    | 6:3, 7:61            |
| 3.  | 22. April 2018   | Nanchang    | Sand (i)      | Calvin Hemery     | 6:3, 6:2             |
| 4.  | 27. Februar 2022 | Pau         | Hartplatz (i) | Vasek Pospisil    | 4:6, 6:4, 6:3        |
| 5.  | 27. März 2022    | Lille       | Hartplatz (i) | Ričardas Berankis | 4:6, 7:64, 6:4       |
| 6.  | 16. Oktober 2022 | Ismaning    | Teppich (i)   | Max Hans Rehberg  | 7:66, 6:3            |
| 7.  | 24. Juni 2023    | Blois       | Sand          | Kyrian Jacquet    | 4:6, 6:2, 2:0 aufgg. |

#### Finalteilnahmen
| Nr. | Datum         | Turnier | Belag | Finalgegner       | Ergebnis |
| --- | ------------- | ------- | ----- | ----------------- | -------- |
| 1.  | 21. Juli 2024 | Gstaad  | Sand  | Matteo Berrettini | 3:6, 1:6 |

### Doppel

#### Turniersiege
| Nr. | Datum            | Turnier              | Belag         | Partner           | Finalgegner                          | Ergebnis           |
| --- | ---------------- | -------------------- | ------------- | ----------------- | ------------------------------------ | ------------------ |
| 1.  | 6. Januar 2017   | Nouméa               | Hartplatz     | Tristan Lamasine  | Adrián Menéndez Stefano Napolitano   | 7:69, 6:1          |
| 2.  | 8. Juli 2017     | Recanati             | Hartplatz     | Jonathan Eysseric | Julian Ocleppo Andrea Vavassori      | 6:73, 6:4, [12:10] |
| 3.  | 5. Mai 2019      | Bordeaux             | Sand          | Grégoire Barrère  | Romain Arneodo Hugo Nys              | 6:4, 6:1           |
| 4.  | 20. Oktober 2019 | Ismaning             | Teppich (i)   | Tristan Lamasine  | Jamie Cerretani Maxime Cressy        | 6:3, 7:5           |
| 5.  | 13. März 2021    | Biella               | Hartplatz (i) | Tristan Lamasine  | Denys Moltschanow Serhij Stachowskyj | 6:1, 2:0 aufgg.    |
| 6.  | 9. Oktober 2021  | Mouilleron-le-Captif | Hartplatz (i) | Jonathan Eysseric | David Pel Aisam-ul-Haq Qureshi       | 4:6, 7:65, [10:8]  |
| 7.  | 12. Februar 2022 | Cherbourg            | Hartplatz (i) | Jonathan Eysseric | Hendrik Jebens Niklas Schell         | 7:66, 6:2          |
| 8.  | 8. Juni 2024     | Zagreb               | Sand          | Jonathan Eysseric | Alexandru Jecan Henrique Rocha       | 6:4, 6:4           |

## Abschneiden bei Grand-Slam-Turnieren

### Einzel
| Turnier         | 2013 | 2014 | 2015 | 2016 | 2017 | 2018 | 2019 | 2020 | 2021 | 2022 | 2023 | 2024 | 2025 | Karriere |
| --------------- | ---- | ---- | ---- | ---- | ---- | ---- | ---- | ---- | ---- | ---- | ---- | ---- | ---- | -------- |
| Australian Open | —    | —    | —    | 2    | 1    | 1    | Q1   | 1    | 1    | Q2   | 1    | 2    | 2    | 2        |
| French Open     | Q2   | Q1   | 1    | 2    | 1    | Q1   | 1    | 1    | Q3   | 1    | 1    | Q3   | 3    | 3        |
| Wimbledon       | —    | —    | —    | Q3   | Q2   | Q1   | Q2   |      | Q1   | 2    | 3    | 3    | 1    | 3        |
| US Open         | —    | —    | —    | Q2   | Q1   | Q1   | Q1   | —    | 1    | 1    | 1    | 1    |      | 1        |

Zeichenerklärung: S = Turniersieg; F, HF, VF, AF = Einzug ins Finale / Halbfinale / Viertelfinale / Achtelfinale; 1, 2, 3 = Ausscheiden in der 1. / 2. / 3. Hauptrunde; Q1, Q2, Q3 = Ausscheiden in der 1. / 2. / 3. Qualifikationsrunde; nicht ausgetragen

### Doppel
| Turnier         | 2015 | 2016 | 2017 | 2018 | 2019 | 2020 | 2021 | 2022 | 2023 | 2024 | 2025 | Karriere |
| --------------- | ---- | ---- | ---- | ---- | ---- | ---- | ---- | ---- | ---- | ---- | ---- | -------- |
| Australian Open | —    | —    | —    | —    | —    | —    | —    | —    | 1    | 2    | —    | 2        |
| French Open     | 1    | 2    | 2    | —    | AF   | 1    | 1    | 1    | –    | 1    | 2    | AF       |
| Wimbledon       | —    | 1    | —    | —    | —    |      | —    | 1    | 1    | —    | 1    | 1        |
| US Open         | —    | —    | —    | —    | —    | —    | —    | AF   | 2    | —    |      | AF       |